# 本名武
本名 武（ほんな たけし、1911年10月10日 - 1994年4月12日）は、日本の政治家。衆議院議員（通算当選10回）。三木武夫直系の政治家として知られている。

## 来歴・人物
北海道現帯広市出身。旧制帯広中学校（現・北海道帯広柏葉高等学校）を経て1932年に武蔵高等工科学校（のちの新制武蔵工業大学、現東京都市大学）を卒業。本名木材社長を経て1942年帯広市議会議員に当選。1946年第22回衆議院議員総選挙に北海道政治同盟公認で立候補し初当選（当選同期に小坂善太郎・二階堂進・江﨑真澄・小沢佐重喜・石井光次郎・坂田道太・水田三喜男・川崎秀二・井出一太郎・早川崇など）。北海道政治同盟は日本進歩党系の地域政党だったため当選後は進歩党に所属。その後3回落選したが、1953年の第26回衆議院議員総選挙に改進党公認で立候補し当選。
政界に返り咲いてからは三木と行動を共にし、日本民主党を経て保守合同により自由民主党が結成されてからは三木派に所属。1972年第1次田中角栄内閣に総理府総務長官兼沖縄開発庁長官として入閣。1979年の第35回衆議院議員総選挙に落選し、政界引退。地盤は北村義和が引き継いだ。1994年4月12日、老衰のため死去。享年82。
1963年に本名と同じ旧北海道5区から中川一郎が初当選して以来、十勝・帯広の保守政界は本名派と中川派に2分された。木材会社の息子として生まれ、ハト派でおとなしい本名に対し、貧農の息子として生まれ、タカ派で暴れん坊の中川と、この2人は同じ十勝・帯広を地盤とした自民党の政治家でありながら生い立ち・思想・性格が対照的であった。